# Arne Dahl: De största vatten
Arne Dahl: De största vatten (en inglés: Arne Dahl: Many Waters), es una miniserie sueca transmitida del 18 de febrero de 2012 al 22 de febrero de 2012 y dirigida por Tova Magnusson. 
Es la segunda miniserie y la cuarta parte de la franquicia de Arne Dahl.
La miniserie es una adaptación a la pantalla de la novela "Arne Dahl: De största vatten" del autor sueco Jan Arnald, quien en ocasiones firma bajo el seudónimo de "Arne Dahl" publicada en 2002.
La miniserie es precedida por Arne Dahl: Upp till toppen av berget y sucedida por la miniserie Arne Dahl: Europa blues.

## Historia
Después de que un refugiado africano ilegal que espera ser deportado de Suecia es asesinado a disparos por la policía, la oficial Kerstin Holm es asignada al caso del refugiado y pronto se encuentra interrogando al oficial Dag Lundmark, quien resulta ser su exnovio. Durante un receso, Lundmark desaparece sin dejar rastro durante la investigación. 
Por otro lado cuando un ladrón entra en un departamento de lujo se encuentran con el cadáver de una persona con una supuesta nota de suicidio, dicha carta lleva a los oficiales del equipo especial "Grupo A" a los cuerpos de dos esposos asesinados en un pantano en Värmland, pronto el equipo se da cuenta de que el hijo de la pareja está desaparecido.
Mientras que la unidad descubre una conexión entre los tres eventos, Kertin intenta encontrar a Lundmark por su cuenta y pronto se da cuenta de que él ha descubierto un terrible secreto y está esperando a que ella lo encuentre.

## Personajes

### Personajes principales
| Actor             | Personaje       | Ocupación                                   | Episodios | Duración |
| ----------------- | --------------- | ------------------------------------------- | --------- | -------- |
| Shanti Roney      | Paul Hjelm      | Detective de la Unidad Especial "Grupo A"   | 2         | 2012     |
| Matias Varela     | Jorge Chavez    | Detective de la Unidad Especial "Grupo A"   | 2         | 2012     |
| Malin Arvidsson   | Kerstin Holm    | Detective de la Unidad Especial "Grupo A"   | 2         | 2012     |
| Magnus Samuelsson | Gunnar Nyberg   | Detective de la Unidad Especial "Grupo A"   | 2         | 2012     |
| Claes Ljungmark   | Viggo Norlander | Detective de la Unidad Especial "Grupo A"   | 2         | 2012     |
| Niklas Åkerfelt   | Arto Söderstedt | Detective de la Unidad Especial "Grupo A"   | 2         | 2012     |
| Vera Vitali       | Sara Svenhagen  | Detective de la Unidad Especial "Grupo A"   | 2         | 2012     |
| Irene Lindh       | Jenny Hultin    | Inspectora en Jefe de la Unidad / Detective | 2         | 2012     |
| Henrik Norlén     | Dag Lundmark    | Oficial de Policía                          | 2         | 2012     |

### Personajes secundarios
| Actor                  | Personaje          | Ocupación            | Episodios | Duración |
| ---------------------- | ------------------ | -------------------- | --------- | -------- |
| Pascal Andersson       | Anders Holm        | -                    | 2         | 2012     |
| Sanna Mari Patjas      | Astrid Olofsson    | -                    | 2         | 2012     |
| Gerd Hegnell           | Eivor Lundmark     | -                    | 2         | 2012     |
| Clara Wiberg           | Charlotte          | -                    | 2         | 2012     |
| Oskar Thunberg         | Niklas Grundström  | -                    | 2         | 2012     |
| Per Sandberg           | Björn Hagman       | -                    | 2         | 2012     |
| Frida Hallgren         | Cilla Hjelm        | -                    | 2         | 2012     |
| Anna-Lena Hemström     | Iris               | -                    | 2         | 2012     |
| Marika Lindström       | Bea Lindblom       | -                    | 2         | 2012     |
| Lars Lind              | Thomas Lindblom    | -                    | 2         | 2012     |
| Donald Högberg         | Ernst Ludvigsson   | -                    | 2         | 2012     |
| Björn Starrin          | Sverker Molund     | -                    | 2         | 2012     |
| Malin Halland          | Rigmor Sjöberg     | -                    | 2         | 2012     |
| Simon J. Berger        | Skarlander         | -                    | 2         | 2012     |
| Alexander Stocks       | Jan Strandgren     | -                    | 2         | 2012     |
| Claes Hartelius        | Brynolf Svenhagen  | -                    | 2         | 2012     |
| Peter Carlberg         | Joakim Backlund    | -                    | 1         | 2012     |
| Hilda Lundgren         | Eva Danielsson     | -                    | 1         | 2012     |
| Tommy Andersson        | Fyle               | -                    | 1         | 2012     |
| Mirja Burlin           | Erika Kock         | -                    | 1         | 2012     |
| William Wahlstedt      | Kani               | -                    | 1         | 2012     |
| Richard Forsgren       | Ragnar Lööf        | -                    | 1         | 2012     |
| Mats Blomgren          | Dan Mörner         | -                    | 1         | 2012     |
| Kodjo Akolor           | Modisane           | -                    | 1         | 2012     |
| David Nzinga           | Ngugi Ogot         | -                    | 1         | 2012     |
| Ann-Sofie Rase         | Claudin Verdurin   | -                    | 1         | 2012     |
| Kalle Westerdahl       | Roger Rikardsson   | -                    | 1         | 2012     |
| Anu Sinisalo           | Anja Söderstedt    | -                    | 1         | 2012     |
| Karolina Magnell       | Mikaela Söderstedt | -                    | 1         | 2012     |
| Stephen Lwanga Kabuubi | Wadu               | -                    | 1         | 2012     |
| César Sarachu          | Aram Razai         | Limpiador            | 1         | 2012     |
| Marika Holmström       | -                  | Doctora              | 2         | 2012     |
| Anna Sise              | -                  | Doctora              | 1         | 2012     |
| Nicklas Gustavsson     | -                  | Empleado del Hotel   | 1         | 2012     |
| Nadja Hussein Johansen | -                  | Oficial de Policía   | 1         | 2012     |
| Calle Jacobson         | -                  | Oficial de Policía   | 1         | 2012     |
| Ann-Sofie Nurmi        | -                  | Portero              | 1         | 2012     |
| Karin Sjöberg          | -                  | Anfitrión            | 1         | 2012     |
| Jonas Lundgren         | -                  | Fotógrafo en la Boda | 1         | 2012     |

## Episodios
La miniserie estuvo conformada por dos episodios.

## Producción
El primer y segundo episodios estrenado el 4 de noviembre del 2012 y el 2 de mayo del 2013 estuvieron dirigidos por Tova Magnusson, escritos por Cilla Börjlind y Rolf Börjlind (en el guion), basados en la novela de Arne Dahl. Contó con la participación de los productores Martin Cronström y Ulf Synnerholm, en apoyo de los productores ejecutivos Klaus Bassiner, Lars Blomgren, Gunnar Carlsson, Wolfgang Feindt, Lena Haugaard, Lone Korslund, Åke Lundström, Peter Nadermann y Henrik Zein; el productor de posproducción Peter Bengtsson, la productora asociado Sigrid Strohmann y el asistente de productor Malini Ahlberg.	
La cinematografía estuvo a cargo de Viktor Davidsson y la edición en manos de Sebastian Amundsen y Petra Ahlin.
La combinación de los dos episodios tuvo una duración de 3 horas y fueron estrenados del 18 de febrero del 2012 al 22 de febrero del 2012.
En febrero del 2012 se estrenó en DVD la miniserie.

### Emisión en otros países
| País      | Título                       | Fecha de Estreno        |
| --------- | ---------------------------- | ----------------------- |
| Alemania  | Arne Dahl: Rosenrot          | -                       |
| Finlandia | Arne Dahl: De största vatten | 18 de noviembre de 2012 |